# マッスルヒート
『マッスルヒート』は、2002年公開の日本映画である。

## 概要
ケイン・コスギの初主演映画。コスギは全編ノースタントでアクションシーンの撮影を行っている。

## あらすじ
2009年。日本は強力なドラッグ「ブラッドヒート」により汚染され、麻薬取締官桂木は米国側から派遣された元SEALs隊員ジョー・ジンノと共にその元締めである黎建仁を追っていた。やがて二人は建仁が運営する地下格闘技場「マッスルドーム」での戦いに巻き込まれていく。

## キャスト
- ケイン・コスギ：ジョー・ジンノ
- 哀川翔：桂木亜久里
- 橘実里：桂木亜加音
- 金子昇：石橋憲
- 李耀明：黎建強
- 盧惠光：李孫民
- 橋本真也：レスラー
- 高山善廣：レスラー
- マジッド・ホセイン[2]：レスラー
- 冨家規政：立花修平
- 渡辺典子：立花涼子
- 竹中直人：田島正一
- 渡辺いっけい：朝倉義正
- 加藤雅也：黎建仁

## スタッフ
- 監督：下山天
- アクション監督：サム・ウォン、チャン・マンチン
- 製作：児玉守弘
- プロデューサー：濱名一哉、中沢敏明
- エグゼクティブプロデューサー：谷徳彦
- アソシエイトプロデューサー：大岡大介
- 企画・原案：樋口潮
- 脚本：大石哲也、金剛
- 脚本協力：佐藤佐吉、川上英幸、下山天
- 音楽：遠藤浩二
- EDテーマ：F.O.H「CASINO DRIVE」
- 撮影：山本英夫
- 美術：吉田悦子
- 編集：平澤政吾
- 照明：松隈信一
- 録音：白取貢
- 助監督：猪腰弘之
- 製作担当：小林由明
- 特殊メイク：岡野正広
- スタントコーディネート：辻井啓伺
- 配給：東宝
- 製作委員会メンバー：TBS・電通・日本出版販売・IMAGICA・セディックインターナショナル